# Тарасов Олександр Миколайович
Олександр Миколайович Тарасов (8 березня 1958, Москва) — радянський і російський соціолог, політолог і культуролог лівого спрямування, публіцист, письменник, філософ. До початку XXI століття відносив себе до постмарксистів, разом з І. Месарошем і югославськими філософами-марксистами, що вони належали до групи «Праксіс» і еміґрували потім до Лондона. Однак, у зв'язку з тим, що у XXI столітті термін «постмарксизм» був окупований Е. Лаклау, Ш. Муфф та їх послідовниками, О. Тарасов (так само, як і Месарош, і зазначені югославські філософи) перестав себе так називати.

## Рання політична діяльність
У грудні 1972 — січні 1973 спільно з Василем Мінорським Тарасов створив підпільну ліворадикальну групу під назвою «Партія нових комуністів» (ПНК) і влітку 1973 року став її неформальним лідером. Після злиття ПНК з іншою підпільною ліворадикальною групою «Ліва школа» в 1974 році об'єднана організація отримала назву «Неокомуністична партія Радянського Союзу» (НКПСС), і Тарасов став одним з її керівників. Тарасов був теоретиком партії: програмний документ НКПСС «Принципи неокомунізму» (1974) написаний Тарасовим.
У 1975 році був заарештований КДБ, після попереднього ув'язнення та річного перебування в спецпсихлікарні його було звільнено, оскільки справу НКПСС не було притягнено до суду. У спецпсихлікарні з ним жорстоко поводились і де-факто катували (побиття, елекстросудомна терапія, інсулінові коми, ін'єкції великих доз нейролептиків), унаслідок чого опинився на свободі маючи важкі соматичні захворювання (гіпертонічна хвороба, анкілозуючий спондилоартрит, хвороби печінки і підшлункової залози), фактично інвалідом. Після виходу на волю брав участь у відновленні НКПСС, був одним із керівників організації до її саморозпуску в січні 1985 року. У 1988 році після обстеження двох державних психіатричних комісій був визнаний психічно здоровим.

## Професійна діяльність
Змінив безліч професій: був креслярем, лаборантом у проектному інституті (ЦНІІПБК), сторожем на Ваганьковському кладовищі, машиністом, слюсарем з ремонту котельного обладнання, бібліотекарем, редактором, фельдшером, оператором газової котельні, бухгалтером на Центральній базі Московського м'ясокомбінату, освітлювачем у театрі «Ермітаж», науковим співробітником Центру аналізу науки РАН, викладачем вузу, консультантом Міністерства науки Російської Федерації, політоглядачем у газеті, експертом Інформаційно-дослідницького центру «Панорама» і Московського бюро з прав людини і т. д. Отримав вищу економічну (ВЗФЕІ) і історичну (МПДУ, потім МДУ) освіту, але за умов розпочатої перебудови швидко професіоналізувався як соціолог і політолог.
У 1988 році заснував Незалежний Архів (з 1990 року — «Незалежний Архів — Незалежна соціологічна служба»), з 1991 року — співробітник Центру нової соціології та вивчення практичної політики «Фенікс» (ЦНСиИПП «Фенікс»), з 2004 року — співдиректор Центру нової соціолоґії і вивчення практичної політики (ЦНСіВПП) «Фенікс», з лютого 2009 року — директор цього центру.
З 1984 року пише під псевдонімом в іноземній пресі і самвидаві. З 1988 року друкується у незалежній пресі (під псевдонімами), з 1990 року — у незалежній і офіційній (під власним ім'ям). Автор понад 1100 публікацій з соціології (переважно проблеми молоді і освіти, конфліктологія), політології (поточний політичний процес, політичний радикалізм в Росії і за кордоном, масові суспільні рухи), історії (історія і теорія революційних рухів і партизанських воєн), культурології (проблеми «масової культури», міжкультурні та між цивілізаційні протиріччя), економіки (компаративістські дослідження). Виступає також як літературний критик і кінокритик (поточний літературний і кінопроцес, «масова культура» та політика, історія і теорія кінематографу 60-х — 70-х років). Першим вивчив і описав молодіжну субкультуру наці-скінхедів в Росії.
Автор першого в Росії (листопад 2009 — січень 2010) серйозного дослідження, присвяченого впливу ультраправих ідей та організацій на субкультуру футбольних фанатів.
Роботи А. Н. Тарасова опубліковані, крім Росії у США, Канаді, Великій Британії, Франції, ФРН, Нідерландах, Швейцарії, Швеції, Норвегії, Італії, Іспанії, Греції, Фінляндії, Угорщини, Чехії, Сербії, Індії, Японії, Південній Кореї, Таїланді, Сінгапурі, Аргентині, Панамі, ПАР, Марокко, Нової Зеландії, Естонії, Латвії, Литві, Білорусії, Казахстані, Молдові, Грузії, Азербайджані, Україні, на Кубі, на Реюньйоні.
З 2014 року біографічна довідка на А. Н. Тарасова поміщається у щорічних виданнях Marquis who's Who in the World.

## Громадська діяльність
У першій половині 1993 року був одним із трьох редакторів щомісячного журналу «Дом Союзов», що виходив на базі газети Московської федерації профспілок (МФП) «Солідарність». Журнал виходив накладом 30 тисяч примірників. У зверненні до читачів у № 1 журналу Тарасов повідомляв, що «Дом Союзов» мав на меті «оновлення соціалістичної думки» і «створення теорії, що відповідала б сучасним умовам». Вийшло п'ять номерів журналу, після чого він був закритий головним редактором «Солідарності» Андрієм Ісаєвим за невідповідність політичної лінії МФП, тобто за «зайвий» радикалізм.
У другій половині 1993 року — член редколегії газети «Рабочее действие», у 1993—1994 роках — член редколегії контркультурного журналу «Вуглускр». В середині 1990-х років — політичний радник радикальної студентської профспілки «Студенческая защита».
4 листопада 1995 року на Тарасова було скоєно напад біля його будинку. Невідомі, озвавшись до Тарасова за прізвищем, побили його, спричинивши втрату свідомості, після чого втекли. У Тарасова забрали його паспорт, однак не взяли велику суму грошей та цінні речі. За фактом нападу було порушено кримінальну справу, проте винні знайдені не були.
У 2008 році Тарасов був включений неонацистами до списку ворогів російського народу, що вони підлягають фізичному знищенню; список було опубліковано на праворадикальних сайтах.
У 2011 році  рух«Наші» включив його до списку «168 наймерзенніших ворогів» руху, Василя Якеменко і режиму Володимира Путіна.
В анархістських колах Росії Тарасов відомий як послідовний критик анархізму — в першу чергу анархістської практики (яку він вважає безглуздою і безперспективною), а почасти і теорії (яку він вважає застарілою і ненауковою). Ця критика спричинила відверто вороже ставлення до Тарасова серед анархістів.
Тарасов негативно реаґував на мітинги грудня 2011 року — лютого 2012 року, піддав їх критиці зліва, кваліфікувавши їх як виступи дрібної буржуазії і «бунт споживачів», що вони є ворожі до цілей і завдань лівих у Росії і не мають ніякого відношення до революційної боротьби проти капіталізму.
У 2002—2012 роках брав активну участь у роботі журналу (а з травня 2003 року — сайту) «Скепсис» (не афішуючи цього факту). Відповідав у журналі (на сайті) за частину публікацій, працював з авторами і перекладачами як редактор і куратор. Зробив помітний вплив на політичну та теоретичну лінію «Скепсису», що можна бачити з програмового документу журналу і сайту, де було зафіксовано такі теоретичні положення Тарасова, як визначення бюрократ-буржуазії в якості правлячого класу сучасної Росії; кваліфікування Росії як суспільства деградуючого периферійного капіталізму; поділ понять «інтелектуали» та «інтелігенція»; визнання «догурткового рівня» лівого руху в Росії і т. д. Програмовий документ «Скепсису» містить, окрім того, посилання на п'ять творів Олександра Тарасова. Також відомо, що Тарасов був одним з авторів маніфесту «Скепсису» «Не наступать на грабли!», присвяченого «болотним виступам», і запровадив туди положення про необхідність створення низових «осередків опору… за місцем роботи, навчання та проживання».
У 2012 році Тарасов залишив «Скепсис» з ідеологічних і політичних розходжень з більшістю редакції, що складається з учнів і послідовників Юрія Семенова, російського історика і етнолоґа. Цьому передувала публічна полеміка Тарасова і Семенова.

## Літературно-видавнича діяльність
З 1992 року виступає як письменник (прозаїк і поет), з 1997 року — як перекладач (з англійської та іспанської мов).
Лауреат премій журналу «Дружба народів» за 2000 рік, журналу «Юність» за 2001 та журналу «Жовтень» за 2011 рік.
У 2002 році став одним із засновників, укладачів і науковим редактором книжкової серії «Час „Ч“. Современная мировая антибуржуазная мысль» (видавництво «Гилея»); у 2005 році — книжкової серії «Klassenkampf» (у редакторстві разом з Борисом Кагарлицьким, видавництво «Ультра. Культура»); у 2006 році — книжкової серії «роЗА РЕВОлюций» (видавництво «Культурная Революция»). У цих серіях публікувалася сучасна (переважно іноземна) ліва суспільно-політична література.
За межами цих серій Тарасов виступає як науковий редактор і коментатор творів відомих представників лівої думки, зокрема, Льва Троцького, Алена Бадью, Корнеліуса Касторіадіса.
Як перекладач з іспанської спеціалізується на перекладах текстів латиноамериканських революціонерів: Ернесто Че Гевари, Фіделя Кастро, Карлоса Фонсеки та ін.

## Твори
- Провокация. Версия событий 3—4 октября 1993 г. в Москве. — М.: Центр новой социологии и изучения практической политики «Феникс», 1993.
- Правда о Югославии. — Пермь: ОПОР, 1993. (У співавторстві).
- Провокация. Версия событий 3—4 октября 1993 г. в Москве. — Постскриптум из 1994-го. — М.: Центр новой социологии и изучения практической политики «Феникс», 1994.
- Политический экстремизм в России. — М.: Информационно-экспертная группа «Панорама», 1996. (У співавторстві).
- Политический экстремизм в России. — М.: Институт экспериментальной социологии, 1996. ISBN 5-87637-043-6. (У співавторстві).
- Левые в России: от умеренных до экстремистов. — М.: Институт экспериментальной социологии, 1997. ISBN 5-87637-006-1. (У співавторстві).
- Очень своевременная повесть. Феминистка как стриптизёрша: культурологический анализ. — М.: Издательство Академии Искусства и Науки XXI века «Норма», 1999. ISBN 5-85302-194-X.
- Революция не всерьёз. Штудии по теории и истории квазиреволюционных движений. — Екатеринбург: Ультра.Культура, 2005. ISBN 5-9681-0067-2.
- Страна Икс. — М.: АСТ; Адаптек, 2006. ISBN 5-17-032525-8; другое издание: 2007. ISBN 5-17-040213-9.
- Le rouge et le noir. Extrême droite et nationalisme en Russie. — P.: CNRS Editions, 2007. ISBN 978-2-271-06505-6. (У співавторстві).
- Fromm E. Marksın insan konsepsiyası. — Tarasov A. XX əsr radikalı üçün Erix Fromm irsi. — Bakı: Solfront, 2012. ISBN 978-9952-444-73-5.

### Твори Тарасова, перекладені на українську
- «Великий демократичний джихад»? (1991)
- Суперетатизм і соціялізм. До постановки проблєми (1996)
- Спадщина Мао Цзе-дуна для радикала кінця XX — початку XXI ст. (1996)
- In memoriam anno 1968 (1998)
- В‘єтнам близько, або Партизанська війна на берегах Райну (1999)
- Світова революція-2. Повернення до ґлобальної революційної стратеґії з урахуванням досвіду XX століття (2006)
- Зруйнувати капіталізм зсередини. Відповідь Роману Тисі (2010)
- «Друге видання капіталізму» в Росії (2008)
- Орґпитання. Щодо успішних форм революційної орґанізації (2012)

### Твори Тарасова
- «К новой идеологии — к новой революции» — страница Александра Тарасова, его друзей и союзников
- На сторінках журналу «Вперед»
- У «Журнальному залі РЖ»
- У бібліотеці журналу «Скепсис»
- На сайті «Хронос»
- В інтернет-газеті «Избранное»
- На «Тарасовщине»
- Общественная мысль XX века: практически ценное для политического радикала наших дней. Курс лекций

### Про нього
- Об Александре Тарасове, российских левых и «безопасном обществе»
- Біографія О. Тарасова у базі даних «Лабиринт» (для передплатників)
- Біографія О. Тарасова на порталі Agentura.ru